# حسن جهان خانم
حُسن جهان خانم شاهزاده قاجار و دختر  فتحعلی‌شاه قاجار بود. او چندبار مستقلاً حکومت کردستان را برعهده داشت و از معدود زنانی بود که در دوره قاجار به مسند حکومت رسیدند.
حسن جهان خانم دختر بیست و یکم  فتحعلی‌شاه و مادرش سنبل باجی از زنان   محبوب و محترم فتحعلی‌شاه و بزرگ شده در حرمسرا بود. او در سال ۱۲۳۷ هجری قمری به ازدواج خسروخان اردلان درآمد. این ازدواج به درخواست امان‌الله خان اردلان، پدر خسروخان، صورت می گرفت که در نظر داشت با ایجاد بستگی مخصوص به خاندان سلطنتی، دست دشمنانش را از حکومت کردستان کوتاه کند. هشت سال بعد خسروخان با دختردایی خود ماه‌شرف خانم ازدواج کرد.
پس از درگذشت خسروخان در سال ۱۲۵۰، پسر ارشدش رضاقلی‌خان (از حسن جهان خانم) به حکومت رسید و چون ده سال بیشتر نداشت، مادرش امور حکومت را در دست گرفت. حسن جهان خانم در حدود ده سال حکومت کردستان را در دست داشت. او سرانجام در زمان سلطنت ناصرالدین‌شاه قاجار در سال ۱۲۷۸ درگذشت.
حسن جهان خانم شاعر بود و والیه تخلص می‌کرد. دیوانی از او برجای مانده‌است. ابیات زیر نمونه‌ای از اشعار اوست:
بخشی از یک غزل:
| دوش به میخانه داد، مژده غیبم سروش |  | منتظر فیض باش، غم مخور و می بنوش     |
| پرتو حق آشکار از رخ زیبای دوست    |  | دیده بر آن جلوه دوز، چشم ز عالم بپوش |
| آیه رحمت ببین، جلوه یزدان نگر     |  | یار درآمد به ناز، خیز و برآور خروش   |

یک رباعی:
| به کوی دلبر آسایش نخواهد مردم عاقل  |  | خطرناک است این وادی، بلاخیز است این منزل |
| هوای وصل و سودای دو زلفت بر سر جانم |  | زهی اندیشه باطل، زهی سودای بی حاصل       |

در اندوه ازدواج دوم خسرو خان سرود:
| واليه يار به اغيار چويار است و نديم |  | رو بسوز از غم و با داغ دل خويش بساز |